# العلاقات الأرمينية الفنزويلية
العلاقات الأرمينية الفنزويلية هي العلاقات الثنائية التي تجمع بين أرمينيا وفنزويلا.

## مقارنة بين البلدين
هذه مقارنة عامة ومرجعية للدولتين:
| وجه المقارنة                                              | أرمينيا                    | فنزويلا                                  |
| --------------------------------------------------------- | -------------------------- | ---------------------------------------- |
| المساحة (كم2)                                             | 29.74 ألف                  | 916.45 ألف                               |
| عدد السكان (نسمة)                                         | 2.93 مليون                 | 28.87 مليون                              |
| الكثافة السكانية (ن./كم²)                                 | 98.52                      | 31.5                                     |
| العاصمة                                                   | يريفان                     | كاراكاس                                  |
| اللغة الرسمية                                             | لغة أرمنية                 | اللغة الإسبانية، لغة الإشارة الفنزويلية ‏ |
| العملة                                                    | درام أرميني                | بوليفار فنزويلي                          |
| الناتج المحلي الإجمالي (بليون دولار)                      | 11.54 مليار                | 482.36 مليار                             |
| الناتج المحلي الإجمالي (تعادل القوة الشرائية) بليون دولار | 25.41 مليار                |                                          |
| الناتج المحلي الإجمالي الاسمي للفرد دولار أمريكي          | 3.49 ألف                   |                                          |
| الناتج المحلي الإجمالي للفرد دولار أمريكي                 | 8.07 ألف                   |                                          |
| مؤشر التنمية البشرية                                      | 0.743                      | 0.762                                    |
| رمز المكالمات الدولي                                      | +374                       | +58                                      |
| رمز الإنترنت                                              | .am، .հայ ‏                 | .ve                                      |
| المنطقة الزمنية                                           | ت ع م+04:00، توقيت أرمينيا | 00                                       |

## منظمات دولية مشتركة
يشترك البلدان في عضوية مجموعة من المنظمات الدولية، منها:
| علم المنظمة | اسم المنظمة                        | تاريخ انضمام أرمينيا | تاريخ انضمام فنزويلا |
| ----------- | ---------------------------------- | -------------------- | -------------------- |
|             | يونسكو                             | 9 يونيو 1992         | 25 نوفمبر 1946       |
|             | وكالة ضمان الاستثمار متعدد الأطراف | 5 ديسمبر 1995        | 9 مايو 1994          |
|             | الأمم المتحدة                      | 2 مارس 1992          | 15 نوفمبر 1945       |
|             | الاتحاد البريدي العالمي            | ?                    | ?                    |
|             | البنك الدولي للإنشاء والتعمير      | 16 سبتمبر 1992       | 30 ديسمبر 1946       |
|             | الاتحاد الدولي للاتصالات           | 30 يونيو 1992        | 13 أغسطس 1920        |
|             | منظمة حظر الأسلحة الكيميائية       | ?                    | ?                    |
|             | مؤسسة التمويل الدولية              | 18 أبريل 1995        | 28 ديسمبر 1956       |
|             | منظمة التجارة العالمية             | 5 فبراير 2003        | ?                    |
|             | منظمة الشرطة الجنائية الدولية      | ?                    | ?                    |

## وصلات خارجية
- موقع وزارة الخارجية الأرمينية
- موقع وزارة الخارجية الفنزويلية